# 조지 오스본
조지 기드온 올리버 오스본 (George Gideon Oliver Osborne CH, 출생명은 기드온 올리버 오스본(Gideon Oliver Osborne), 1971년 5월 23일~)은 영국의 정치인이자 언론인이다. 캐머런 정권에서 2010년부터 2016년까지 영국 재무장관, 2015년부터 2016년까지 선임장관을 역임했다. 영국 보수당 당원으로 2001년부터 2017년까지 태튼 지역구 국회의원을 지냈다. 정계를 은퇴한 2017년부터 2020년까지 타블로이드지 《이브닝 스탠더드》의 편집위원을 역임했다.
오스본 앤드 리틀의 공동창업자였던 피터 오스본 준남작의 아들로, 런던 패딩턴에서 태어나 놀랜드 플레이스 스쿨, 콜렛 코트, 세인트 폴스 스쿨을 거쳐 옥스포드의 맥덜린 칼리지에서 공부했다. 《데일리 텔레그라프》지에서 프리랜서로 잠시 일한 뒤 1994년 보수당 연구원에 들어가 정치부장에 올랐다. 이후 영국 농수산식품부장관 더글라스 호그의 특별보좌관이 된 것을 계기로, 다우닝가 10번지에서 존 메이저 총리를 보좌하며 1997년 총선에서 보수당 선거운동을 지원했다. 노동당 집권 시기 그는 존 메이저 대표의 후임이자 야당 대표가 된 윌리엄 헤이그의 연설초고 담당자이자 정무비서로 일했다.
2001년 영국 총선에서 태튼 지역구 국회의원으로 당선된 그는 보수당 최연소 국회의원으로 하원에 입성했다. 2004년 마이클 하워드 보수당 대표가 이끄는 예비내각의 대장부 수석장관 (재무차관)에 임명되었으며, 이듬해 2005년 당대회에서 데이비드 캐머런 후보를 지원했고, 대표 당선 뒤 예비 재무장관에 임명된다. 2010년 영국 총선 이후 출범한 캐머런-클레그 연립내각에서 재무장관으로 임명되었으며, 앨리스테어 달링 장관의 후임으로서 세계 금융위기의 영향에 따른 막대한 정부 재정적자를 떠맡게 되었다.
재무장관 재직 시절 오스본은 재정적자 축소를 위한 감축 정책을 추진하였으며 잉글랜드 북부의 경제회복을 도모하는 노던 파워하우스 이니셔티브를 발족시켰다. 2015년 영국 총선에서 보수당이 단독과반을 차지하면서 2기 내각을 꾸리게 된 캐머런 총리는 오스본을 다시 한번 재무장관에 임명하였고, 선임장관에도 추가로 임명하였다. 이에 따라 데이비드 캐머런 총리의 뒤를 이을 유력 보수당 대표로 떠올랐으며, 일각에서는 캐머런 총리와의 밀접한 관계는 캐머런 정권 기간 동안 권력을 효율적으로 분할하려는 뜻으로 해석되기도 했다. 하지만 2016년 영국 유럽 연합 탈퇴 국민투표의 여파로 캐머런 총리가 사퇴하고, 그 후임으로 테레사 메이가 당대표로 당선됨과 동시에 총리에 취임, 제1기 메이 내각에서 유임되지 못했다.
이후 오스본은 평의원으로 남다가 2017년 영국 총선에서 불출마를 선언했다. 2016년부터는 노던 파워하우스 파트너십 (NPP) 의장을 맡았으며, 2018년부터는 창업투자회사 '9야드 캐피탈'의 창립파트너로 있다. 2017년부터 2020년까지 《이브닝 스탠더드》의 편집위원이 되었으며 이후로는 편집장을 역임하고 있다. 2021년에는 로비 워쇼 은행의 증권인수가로 활약하고 있다.